# Modacrylvezel
Een modacrylvezel is een synthetische vezel die bestaat uit polymeren die voor 35 tot 85 gewichtsprocent bestaan uit acrylonitrilgroepen. Acrylvezels bevatten 85% of meer acrylnitrilgroepen.
Modacrylvezels worden geproduceerd door de copolymerisatie van acrylonitril met vinylchloride of vinylideenchloride in uiteenlopende verhoudingen. De eerste modacrylvezels werden in de tweede helft van de jaren 1940 geproduceerd door Union Carbide en warent copolymeren van vinylchloride met acrylonitril, die tussen 45 en 80% vinylchloride bevatten. De definitie van modacrylvezels is later vastgelegd in de Amerikaanse "Textile Fiber Products Identification Act", die beheerd wordt door de U.S. Federal Trade Commission.
Modacrylvezels zijn gemodificeerde acrylvezels. Ze hebben ongeveer dezelfde eigenschappen als acrylvezels: een goede tot zeer goede weerstand tegen schimmel of veroudering; een goede weerstand tegen bleekmiddelen, oplosmiddelen gebruikt in de stomerij (droogkuis) en andere gebruikelijke oplosmiddelen. Het belangrijkste verschil is dat modacrylvezels door hun hoog halogeengehalte niet brandbaar zijn; ze smelten in een brand. Hun mechanische sterkte en weerstand tegen ultraviolet licht is dan weer wat lager dan die van acrylvezels. In warme en vochtige toestand zijn ze onderhevig aan vormveranderingen (plooivorming).
Modacrylvezels lossen op in warme aceton; uit dergelijke oplossing kan men dan vezels spinnen. Ze worden op zichzelf gebruikt of in textiel gecombineerd met andere kunstmatige of natuurlijke vezels (polyesters, acrylvezels, katoen ...).
Modacrylvezels vinden onder meer toepassing in gordijnstof, bedspreien, synthetisch haar voor poppen, pruiken, haarextensies en dergelijke en textiel voor beschermende werkkledij.